# Ngụy Thị Khanh

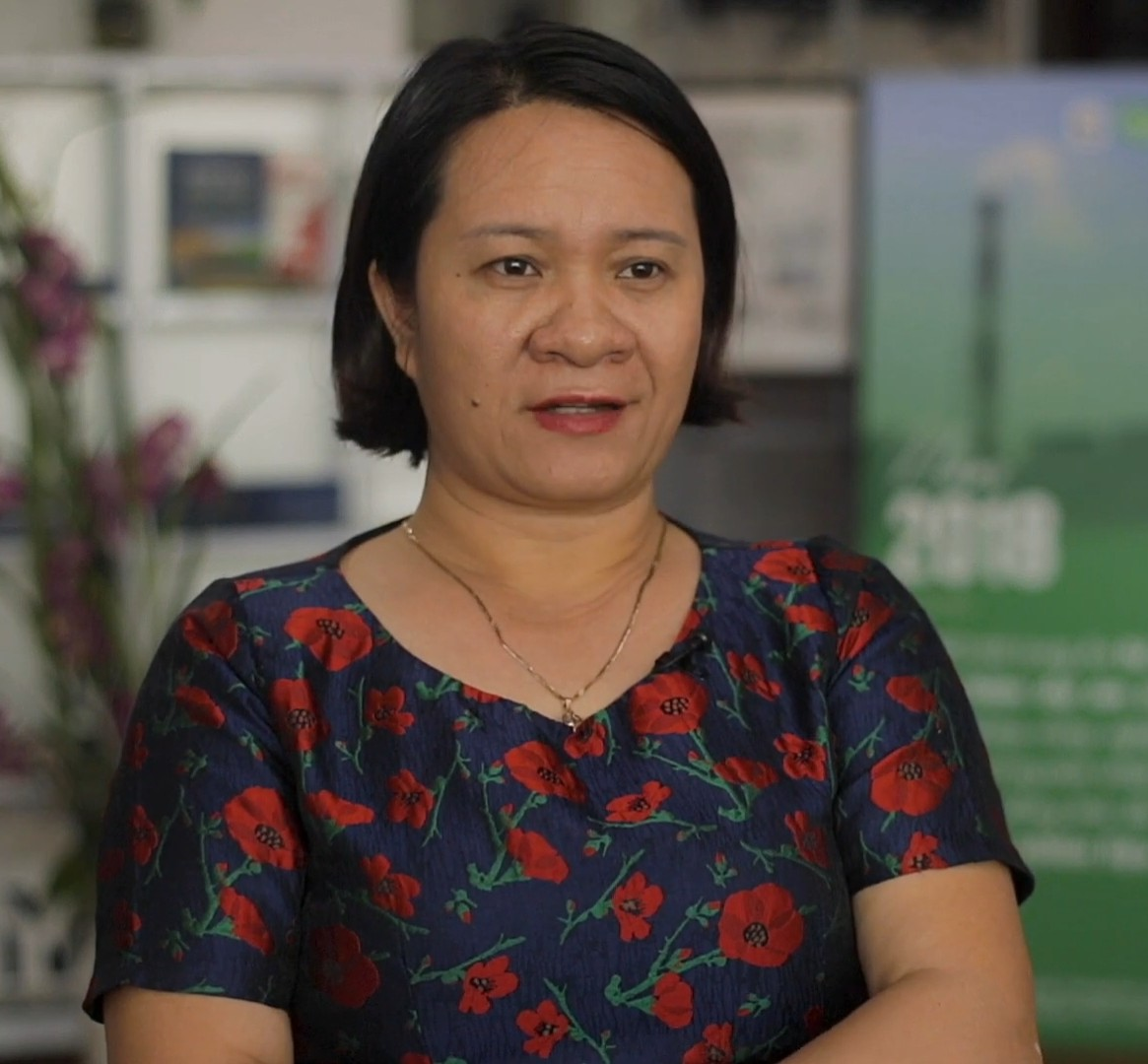
Nguy Thi Khanh (2016)

Ngụy Thị Khanh (geb. 1976 in Bắc Am in der Provinz Bắc Giang) ist eine vietnamesische Umweltaktivistin. Sie ist Gründerin und Exekutivdirektorin des Green Innovation and Development Centre (GreenID) sowie Koordinatorin des Vietnam Rivers Network (VRN). Mutmaßlich wegen ihrer oppositionellen Haltung zur energiepolitischen Ausrichtung Vietnams wurde sie 2022 in einem fragwürdigen Prozess zu zwei Jahren Gefängnis verurteilt.

## Biographie
Ngụy Thị Khanh kam 1976 im Dorf Bắc Am in der nordvietnamesischen Provinz Bắc Giang zur Welt. Sie absolvierte ein Studium in Geschichte, Französisch und Diplomatie am Học viện Quan hệ Quốc tế [Institut für Internationale Beziehungen] in Hanoi. Nach ihrem Abschluss arbeitete sie für eine kleine vietnamesische Non-Profit-Organisation an Wasserschutzfragen und Gemeindeentwicklung.
Seit 2008 ist sie Koordinatorin der Lobbyarbeit des Vietnam Rivers Network (VRN), wo sie zunächst an der Begrenzung der Wasserverschmutzung durch Bergbauaktivitäten arbeitete und später den Schwerpunkt auf andere Verschmutzungsquellen und strategische Energiepolitik erweiterte. Im Jahr 2011 gründete sie das Green Innovation and Development Centre (GreenID), eine Wissenschafts- und Technologieorganisation, die sich auf die Erforschung und Bereitstellung nachhaltiger Energielösungen spezialisiert hat und sich aktiv an der Beratung und Anregung in den Bereichen Energieplanung, erneuerbare Energien, Klimawandel, Reduzierung des fossilen Energieverbrauchs und Bereitstellung von sauberem Wasser beteiligt. Khanh war offizielle Beobachterin für Vietnam bei der UN-Klimakonferenz in Paris 2015.
Khanh Nguy Thi beschäftigte sich intensiv mit den Kosten und Umweltauswirkungen der Kohlekraft und arbeitete mit staatlichen Stellen zusammen, um die Abhängigkeit von Kohle zu verringern und eine grünere Energiezukunft zu erreichen. Beim Boom der vietnamesischen Wirtschaft stieg der Strombedarf des Landes seit Ende der 2000er Jahre um etwa 12 % pro Jahr. Nachdem das Wasserkraftpotenzial des Landes weitgehend ausgeschöpft war, setzte die vietnamesische Regierung 2011 auf Kohle und Atomkraft, um ihren zukünftigen Energiebedarf zu decken. Ein großer Teil der in Vietnam verbrannten Kohle muss importiert werden, wodurch das Land immer stärker auf teure Importe angewiesen ist. Als schmutzigste Form der Stromerzeugung ist Kohle für 40 % der weltweiten Treibhausgasemissionen verantwortlich und eine der Hauptquellen der Luft- und Wasserverschmutzung. Eine Studie der Harvard University aus dem Jahr 2017 kam zu dem Schluss, dass etwa 20.000 Bürger pro Jahr aufgrund von Luftverschmutzung vorzeitig sterben würden, wenn alle geplanten Kohlekraftwerke in Vietnam gebaut würden.
Am 9. Februar 2022 entschied das Büro für öffentliche Sicherheit des vietnamesischen Volkes in Hanoi, Khanh wegen angeblicher Steuerhinterziehung nach Artikel 200 des Strafgesetzbuchs strafrechtlich zu verfolgen und zu verhaften. Sie habe ihr Preisgeld von 2018 nicht ordnungsgemäß versteuert. In dem Prozess vor dem Volksgericht von Hanoi wurde Khanh im Juni zu zwei Jahren Gefängnis verurteilt. Im Vorfeld hatte sich Khanh öffentlich gegen den Plan der Regierung von Premierminister Phạm Minh Chính ausgesprochen, die Kohlekraft in Vietnam auszubauen, das auf Platz neun unter den kohleverbrauchenden Ländern liegt, statt einen Einstieg zu finden, den Kohleverbrauch zu reduzieren.
Vertreter westlicher Regierungen, Menschenrechts- und Umweltschutzorganisationen forderten die sofortige Freilassung Khanhs und beklagten, dass in Vietnam der Raum für zivilgesellschaftliche Organisationen, ihre Meinung zu äußern und zu wichtigen Themen wie dem Klimawandel beizutragen, eingeschränkt worden sei.
Eine Vertreterin des vietnamesischen Außenministeriums erklärte, Khanh sei wegen eines Steuervergehens verurteilt worden. Vietnam stehe zu seinen Verpflichtungen von der UN-Klimakonferenz in Glasgow 2021 (COP26), bis 2050 eine Netto-Null-Emission zu erreichen, und auch zum Global Coal to Clean Power Transition Statement und der Glasgow Leaders' Declaration on Forests and Land Use.
Im Mai 2023 wurde Nyuy Thi Khan vorzeitig entlassen. Zwischenzeitlich ging die vietnamesische Justiz auch gegen eine Reihe weiterer Umweltschutzaktivisten vor, mehrere wurden ebenfalls zu Haftstrafen verurteilt.

## Auszeichnungen
2018 erhielt sie den Goldman Environmental Prize für ihre Kooperation mit den vietnamesischen Regierungsbehörden zur Entwicklung langfristiger Strategien für nachhaltige Energie, um die Abhängigkeit von Kohlekraft verringern.